# Кртица слави Божић
Кртица слави Божић (енгл. Mole's Christmas) је британски получасовни краткометражни цртани филм из 1994. године. Направљен је по роману Kenneth Grahame Ветар у врбаку и део је истоимене серије. Приказивао се у више од 200 држава. У Србији и Црној Гори и Босни и Херцеговини се од 2003. приказивао се на Хепи ТВ, која је радила и синхронизацију на српски језик.

## Радња
Главни јунаци: уморан Крцко и његов пријатељ Пацов, гацали су кроз снег на Бадње вече, када је одједном Крцко пожелео да буде кући. Када су је пронашли Крцко и Пацов су је поспремили и спремили су гозбу за мали мишји хор.

## Ликови и улоге
| Име лика          | Име глумца |
| ----------------- | ---------- |
| Крцко             |            |
| Пацов             |            |
| Вођа мишјег хора  |            |
| Зла ласица        |            |
| Плашљива ласица   |            |
| Девојчица         |            |
| Девојчицина мајка |            |

## DVD издање
Краткометражни филм Кртица слави Божић је неколико пута објављен на DVD-у 'Били - Били супер херој' као бонус епизода. DVD се продавао на територији Србије и Црне Горе.